# イオン高松 presents アフタヌーン ブリーズ
イオン高松 presents アフタヌーン ブリーズは、2007年11月3日から2009年2月28日までエフエム香川（FM香川）で毎週土曜日12:00 - 12:55に放送されていたラジオ番組である。

## 概要
- 毎週第3土曜日には公開生放送が行われる。
- 1990年代にTOKYO FMローカルで放送された生ワイド番組「アフタヌーンブリーズ」とは無関係である。

## ゲスト

### 2007年
- 12月22日:れおん

### 2008年
- 1月19日:ONE☆DRAFT
- 2月2日:羽中田昌（カマタマーレ讃岐監督）
- 2月16日遊吟
- 3月8日:中西太・我如子絵美
- 3月15日:平川地一丁目・高嶋弘
- 3月29日:岡野宏典
- 4月5日:FUNKY MONKEY BABYS
- 5月24日:ザ・マスミサイル
- 5月31日:高畑淳子
- 6月21日:羊毛とおはな
- 7月19日:柴田剛・石田真人・板倉善之（青空ポンチ）・シカゴプードル
- 8月16日坂詰美紗子
- 9月20日:Dorlis
- 10月18日:ミトカツユキ
- 11月15日:奥華子

### 2009年
- 1月17日:Round Green Alga
- 2月21日:D-51